# Малыш (фильм, 2001)
«Малыш» (англ. Baby Boy) — американский драматический фильм Джона Синглтона 2001 года.

## Сюжет
Джоди 20 лет. У него уже двое детей от двух разных девушек. При этом жить он продолжает с мамой. Он иногда посещает своих девушек, чтобы повидаться с детьми, или поесть, или ради секса. К Иветт он заходит чаще, у неё можно взять машину. Иветт он недавно возил в клинику, где она делала аборт. Попутно Джоди имеет отношения с другими девушками или ходит в стриптиз со своим другом Горошком. Нормальной работы у Джоди нет, но он приноровился воровать одежду и перепродавать её.
Мама Джоди Хуанита нашла себе нового ухажёра по имени Мелвин. Он всё чаще бывает у них дома. Джоди боится, что Мелвин переселится к ним жить. Мелвин взрослый, умудрённый жизненным опытом мужчина. В молодости он делал плохие вещи и сидел в тюрьме, но сейчас он старается вести правильную жизнь. Он иногда даёт Джоди советы насчёт жизни, что Джоди только раздражает. Хотя Мелвин очень элегантный и обходительный с Хуанитой, Джоди боится, что он может начать бить маму.
Родни, бывший парень Иветт, выходит из тюрьмы. Ему некуда пойти, поэтому он поселяется у Иветт. Она не хочет иметь с ним больше никаких отношений, но боится его и не может выгнать. Родни же раздражается из-за сына Иветт, так как этот ребёнок не от него, а от Джоди. Родни хотел бы, чтобы Иветт забеременела и от него. Он даже попытался изнасиловать её.
Иветт рассказывает обо всём этом Джоди. Родни пытается убить Джоди, стреляя по нему из машины, но промахивается. Джоди и Горошек выслеживают Родни. Джоди удаётся подстрелить его, но убить его он не готов. Родни убивает Горошек. Джоди отправляется домой в свою комнату и там плачет. К нему заходит Мелвин и забирает у него пистолет.
После этого случая Джоди быстро взрослеет. Он понимает, что хотел бы быть рядом с Иветт и своим сыном. Он переезжает к ним. Иветт снова беременеет от него, только теперь они хотят сохранить ребёнка. Горошек, который всегда был верующим, решает креститься.

## В ролях
- Тайриз Гибсон — Джозеф «Джоди» Саммерс
- Snoop Dogg — Родни
- Винг Рэймс — Мелвин
- Тараджи Хенсон — Иветт
- Омар Гудинг — Горошек
- Эдриенн-Джои Джонсон — Хуанита
- Мо’Ник — Патрис
- Энджелл Конвелл — Ким
- Тамара Басс — Пинет
- Кэнди Браун — мисс Херрон
- Тони Даль — Пандора

## Саундтрек
Альбом с саундтреком был выпущен 19 июня 2001 года.
1. Tyrese — «The Womb (Intro)» (1:14)
2. Snoop Dogg featuring Tyrese & Mr. Tan — «Just a Baby Boy» (4:16)
3. Raphael Saadiq featuring Devin the Dude — «Just a Man» (3:59)
4. Tyrese & Taraji P. Henson — «Focus (Interlude)» (0:22)
5. Three 6 Mafia featuring La Chat — «Baby Mama» (4:44)
6. D’Angelo featuring Marlon C — «Talk Shit 2 Ya» (4:35)
7. Bootsy Collins — «I’d Rather Be With You» (4:55)
8. Felicia Adams — «You» (4:45)
9. Tyrese & Snoop Dogg — «Jody Meets Rodney (Interlude)» (0:30)
10. Tha Eastsidaz featuring Snoop Dogg — «Crip Hop» (5:03)
11. B.G. featuring Baby & Lac — «Thatshowegetdown» (4:17)
12. Ving Rhames — «Guns and Butter (Interlude)» (0:30)
13. Lost Angels — «We Keep It G» (4:44)
14. Connie McKendrick — «Eat Sleep Think» (3:36)
15. Marvin Gaye — «Just to Keep You Satisfied» (4:24)
16. Tyrese & Taraji P. Henson — «I Hate You (Interlude)» (0:41)
17. Anthony Hamilton featuring Macy Gray — «Love & War» (5:21)
18. The Transitions featuring Gator — «Straight Fucking» (4:59)
19. Felicia Adams — «Baby Boy» (4:30)

## Приём
Фильм в целом был встречен позитивно. На сайте Rotten Tomatoes рейтинг фильма составляет 72 % на основе 93 рецензий. На Metacritic у фильма 55 баллов из 100 на основе мнения 26 критиков. При производственном бюджете в $16 млн фильм собрал в прокате $29,4 млн.